# Ranelagh (stacja metra)
Ranelagh – stacja linii nr 9 metra  w Paryżu. Stacja znajduje się w 16. dzielnicy Paryża. Została otwarta 8 grudnia 1922 r.